# Caridion gordoni
Caridion gordoni is een garnalensoort uit de familie van de Hippolytidae. De wetenschappelijke naam van de soort is voor het eerst geldig gepubliceerd in 1858 door Spence Bate.